# Каљење у грнчарству
Каљење у грнчарству је технолошки поступак који се примењује у изради земљаних посуда рађених на ручном витлу. Оно је еквивалентно глеђосању посуда рађених на ножном витлу, јер је сврха иста – елиминисање порозности печене глине и примењивало се у свим лончарским центрима западног дела Балканског полуострва. 
Експериментом који је спровео са узорцима начињеним по рецептури која се користи за израду лонаца у Калуђеровцу, Потрављу и на острву Вели Иж у Хрватској, Ричард Карлтон је показао да се каљење спроводи и како би се спречила оштећења оних лонаца који из жижанице (грнчарске пећи) нису извађени у правом тренутку (односно пре максималних 750 °C колико ова врста лончарије, може да поднесе.

## Каљење раствором чађи
Негде се, као у Ђаковици, то чинило спуштањем полуусијаних посуда, тек извађених из пећи у раствор чађи (прикупљене са широких оџака отворених огњишта сеоских кућа) и воде. 
Припрема чађи
Чађ за каљење керамике добијала се стругањем са широких оџака отворених огњишта сеоских кућа и припремана тако што би се количина од око 15 kg потопила у казан с водом. После два до седам дана, чађава вода пресипана је у корито, у које је затим додавана кључала вода. 
Поступак каљење раствором чађи
У тако припремљену смесу од вруће воде и чађи спуштани су, само за тренутак, полуусијани судови тек
извађени из пећи. 
Вађење посуда из пећи мора бити тачно на време, јер није било добро извадити их пре времена, због пуцања у додиру с чађавом водом, али исто тако ни оставити их до белог усијања. Из постојеће литературе не може се сазнати како су ђаковички лончари знали у ком тренутку треба посуде извадити из пећи.
Добре и лоше стране каљења раствором чађи
Каљењем судови су трајно задржавали црну боју, а сматрало се да је храна која је у њима кувана укуснија.
Ипак, овако каљени судови били су порозни, па су у њима, пре прве употребе, више пута прокувавани млеко или лој да не би пропуштали течност.

## Каљење раствором каше од житарица
У Кореници, Мелешићима (на 8 км од Грачанице и Новом Пазару усијани лонци су вађени из ватре и каљени у каши од кукурузног, односно ражаног и јечменог брашна. Потом су враћани у ватру да брашно огори. 
Тако каљене посуде добијала су сивоцрну боју.
Поступак израде каше
Каша за каљење од житарица прави се тако што са на 20 литара воде додаје 3 кг кукурузног и пшеничног брашно и добро измеша да будем као чорба.
Добре стране
У овакао каљеном суду одмах се може кувати јер он од течности не апсорбује ништа у себе.